# Open Broadcaster Software
Open Broadcaster Software (zkráceně OBS) je open-sourcový software pro streamování a nahrávání obrazovky počítače. Program je podporován na operačních systémech Windows, macOS a Linux.

## Popis
Open Broadcaster Software je open-sourcový počítačový program pro záznam a živé vysílání obrazovky počítače. Program je napsaný v programovacích jazycích C a C++. OBS umožňuje záznam ze zdroje nebo z vstupního zařízení v reálném čase, kompozici scény, kódování, dekódování, nahrávání a živé vysílání. Přenos dat se provádí primárně pomocí Real Time Messaging Protocol (RTMP) a datový tok může být vysílán na jakoukoliv destinaci, která podporuje RTMP, přičemž jsou v programu zahrnuty předvolby pro nejpopulárnější internetové služby, které umožňují streamování, jako například YouTube, Twitch.tv, Instagram nebo Facebook.
Kódování videa je prováděno pomocí svobodné knihovny x264, Intel Quick Sync Video, Nvidia NVENC nebo AMD Video Coding Engine do formátů H.264/MPEG-4 AVC nebo H.265/HEVC. Audio je možné kódovat pomocí kodeků MP3 nebo AAC. Pokročilí uživatelé mají možnost si zvolit jakýkoliv kodek, který je zahrnut v libavcodec/libavformat nebo výstup směrovat na vlastní ffmpeg URL.

## Uživatelské rozhraní
Hlavní část uživatelského rozhraní je rozdělena do pěti sekcí: scény, zdroje, směšovač, přechody scény a ovládání. Scény jsou skupiny zdrojů, jako například živé a nahrávané video, text a zvuk. Panel se zvukovým směšovačem umožňuje uživateli ztlumit zvuk, měnit jeho hlasitost prostřednictvím virtuálních potenciometrů a použít různé efekty kliknutím na ozubené kolečko vedle tlačítka pro umlčení zvuku. Ovládací panel je schopný začít nebo zastavit nahrávání nebo streamování, přepnout program do profesionálnějšího studiového módu, tlačítko sloužící k otevření nastavení a tlačítko pro ukončení programu. Horní část okna zobrazuje živý náhled videa, který slouží k náhledu a úpravě současné scény. Uživatelské rozhraní je možné přepnout do tmavého nebo světlého režimu podle výběru uživatele.
Ve studiovém módu jsou v programu dva náhledy scény současně vedle sebe, přičemž levý náhled slouží k náhledu a úpravě aktuálně neaktivní scény, zatímco pravý náhled umožňuje náhled nebo úpravu právě aktivní scény. Uprostřed mezi dvěma náhledy je tlačítko k přepnutí scény, které umožňuje přepnutí vysílaného nebo nahrávaného obrazu na levý náhled místo pravého, který je ním ve výchozím stavu.

## Historie
Open Broadcaster Software začal jako malý projekt vytvořený Hughem „Jim“ Baileyem, ale rychle se rozrostl díky mnoha online pomocníkům, kteří společně pracovali na zlepšení samotného OBS, stejně tak jako na zlepšení povědomí o tomto programu. V roce 2014 byl započat vývoj na nové variantě programu zvané OBS Multiplatform (později přejmenované na OBS Studio), která se vyznačuje podporou mnoha různých platforem, více funkcemi a lepším API. Aktuálně již není původní verze OBS, dnes nazývaná OBS Classic, podporovaná, ačkoliv je ji stále možné stáhnout na oficiálních webových stránkách.

## Verze
Zde je přehled důležitých verzí OBS.
| Verze             | Hlavní novinky ve verzi                                                                                     | Datum vydání |
| ----------------- | --- | ------------ |
| OBS Studio 0.16.2 | Lepší uživatelské rozhraní, možnost více zvukových stop                                                     | 21. 5. 2014  |
| OBS Studio 18.0.0 | Modulární uživatelské rozhraní, přidání podpory zdroje browser                                              | 18. 8. 2016  |
| OBS Studio 22.0.0 | Nový audio systém, průvodce pro automatické nastavení podle hardwaru a požadavků na vysílání                | 1. 3. 2018   |
| OBS Studio 26.0.0 | Podpora hardwarové akcelerace grafických karet Nvidia                                                       | 29. 6. 2020  |
| OBS Studio 27.0.0 | Automatický přepínač scén, nový filtr pro potlačení hluku, lepší výkon zdroje browser                       | 16. 3. 2021  |
| OBS Studio 28.0.0 | Přidání „studio mode“ pro lepší manipulaci scén, okno se statistikami pro lépe udržitelné a zdravé vysílání | 27. 1. 2022  |

## Zásuvné moduly
Open Broadcaster Software podporuje širokou škálu zásuvných modulů, neboli pluginů, které mohou rozšířit funkcionalitu programu. Pluginy jsou ve formátu DLL jako nativní kód, ale existuje zde wrapper plugin, který umožňuje použití pluginů, které jsou napsány v .NET Framework.

### Websocket
OBS Websocket funguje pod licencí GNU General Public License v2.0 a je dostupný na Windows, MacOS a Linux a od verze 28.0.0 a výše je zahrnut přímo v OBS studiu. Jedná se o API umožňující vývojářům navázat obousměrnou komunikaci mezi OBS studiem a externími aplikacemi. Podporuje řadu programovacích jazyků, např. Python, JavaScript, C#, Ruby a další. Přináší možnost ovládat OBS na dálku přes webové rozhraní (např. změna rozložení scény, úprava hlasitosti, přepínání scén atd.).

### OBS remote
OBS remote je uživatelsky pohodlná aplikace pod licencí MIT určená především pro tablety na ovládání OBS studia na dálku. Funguje přímo přes plugin OBS Websocket a je dostupná jak pro Android, tak iOS zařízení. Uživatel do aplikace zadá IP adresu a síťový port OBS studia a naváže tak efektivní propojení s minimálními lagy.

### StreamFX
StreamFX funguje pod licencí GNU General Public License v2.0 a do OBS studia přidává řadu vizuálních nástrojů a vylepšení. Jedná se o možnost animací, filtrů, zdrojů, přechodů či kodérů. Přináší uživatelům komplexní maskování, stínování, 3D efekty, barevné korekce a grading.

### NewTek NDI
Rozšíření NDI, fungující pod licencí GNU General Public License v2.0 integruje do OBS funkce NDI Source, NDI Output a NDI Filter pro přenos zvuku a obrazu skrze protokol Network Device Interface. Jednou z funkcí je i přenos pouze jednoho zdroje či jedné scény z OBS přes NDI.